# Тома Фанара
Тома̀ Фанара̀ (на френски: Thomas Fanara) е френски състезател по ски алпийски дисциплини.

## Състезателна кариера

### Световна купа
Дебютира за Световната купа на 11 януари 2005 година на състезание по гигантски слалом в Аделбоден, Швейцария. Към 27 октомври 2013 г. Фанара има 3 трети места (всичките в гигантския слалом – в Алта Бадия, Италия на 19 декември 2010 г., в Аделбоден на 8 януари 2011 г. и отново в Алта Бадия на 16 декември 2012 г.) за Световната купа, като общо 35 пъти е завършил сред първите 10.

### Олимпийски игри
Участва в Зимните олимпийски игри в Торино през 2006 г., където отпада в първия манш на гигантския слалом.

### Световни първенства
Участва в 4 световни първенства – в Оре, Швеция, през 2007 г. (16-о място в гигантския слалом), във Вал д'Изер, Франция през 2009 г. (отпада в първия манш на гигантския слалом), в Гармиш-Партенкирхен, Германия, през 2011 г. (шесто място в гигантския слалом) и в Шладминг, Австрия, през 2013 г. (отпада в първия манш на гигантския слалом).